# Bodegón con fantasmas
Bodegón con fantasmas es una película española de comedia negra y fantasía de 2024, escrita y dirigida por Enrique Buleo en su ópera prima. Está protagonizada por un reparto coral formado por Consuelo Trujillo, Fernando Sansegundo, Enric Benavent, Gloria Martínez, Eduardo Antuña, Patty Bonet, Cristina García, Pilar Matas, Nuria Mencía, Jordi Aguilar y José Carabias. Se estrenó en el Festival de Cine de Sitges el 6 de octubre de 2024, y luego se estrenó en cines españoles el 7 de febrero de 2025, con distribución de Sideral Cinema.

## Reparto
- Consuelo Trujillo
- Fernando Sansegundo
- Enric Benavent
- Gloria Martínez
- Eduardo Antuña
- Patty Bonet
- Cristina García
- Pilar Matas
- Nuria Mencía
- Jordi Aguilar
- José Carabias
- Ferran Gadea[2]
- Bianca Kovacs[2]
- Laureana Descalzo[2]
- Pepa Cortijo

## Argumento
Rodeados por viñedos y tierras de cereales, los habitantes de un pueblo de La Mancha pasan sus días con normalidad. Unos, los vivos, luchando contra los aprietos de la vida. Otros, los fantasmas, lidiando con los sinsabores de la muerte. 

## Producción
En 2022, el proyecto de Bodegón con fantasmas, bajo la dirección de Enrique Buleo y la producción de Alejandra Mora, fue seleccionado en la sección de Producers Under the Spotlight del Festival Internacional de Cine de Cannes de 2022. En noviembre de 2023, se anunció que el rodaje del proyecto había comenzado y que tendría lugar en diferentes localizaciones de la comarca de la Manchuela, como Villanueva de la Jara, El Picazo, Casasimarro, Iniesta y Almodóvar del Pinar; así como en Valencia y Castellón. Entre los miembros de su reparto coral fueron anunciados Consuelo Trujillo, Fernando Sansegundo, Ferran Gadea, Enric Benavent, Eduardo Antuña, Patty Bonet, Cristina García, Pilar Matas, Bianca Kovacs, Nuria Mencía, Jordi Aguilar y José Carabias, además de actores no profesionales como Gloria Martínez, Laureana Descalzo o Pepa Cortijo. El 6 de diciembre de 2023, se anunció que el rodaje de la película había concluido.
Aunque se desconoce el presupuesto completo de Bodegón con fantasmas, la película recibió 675.000 euros procedentes de las ayudas generales del ICAA.

## Lanzamiento y marketing
En septiembre de 2024, se anunció que Bodegón con fantasmas se estrenaría en el Festival de Cine de Sitges el 6 de octubre de 2024. En diciembre de 2024, Sideral Cinema lanzó el tráiler de la película y programó su estreno para el 24 de enero de 2025. Sin embargo, en enero de 2025, Sideral atrasó el estreno de la película al 7 de febrero de 2025.

## Recepción
Javier Ocaña del diario El País considera la película "Una obra que esquiva el concepto de ocurrencia gracias a su sencillez, a sus chispazos de ingenio (...) y al último sentido que transmiten sus relatos: la profunda soledad y la sutil tristeza que subyacen entre su humor negro" 
Jordi Batlle Caminal del diario La Vanguardia la define como "Otra “rara avis” en el seno de esta familia de comedias españolas que suponen la alternativa, sana y necesaria, a la vulgaridad carpetovetónica que se sigue cocinando en el género (...) Muy recomendable" 
Miguel Ángel Romero de la revista Cinemanía escribe: "Con guiños entre las cinco historias, pero funcionando de forma independiente (...), el director consigue hacer uso del código propio de los pueblos españoles, evitando caricaturizar la vida allí. Una tragicomedia divertidísima."
Luis Martínez del diario El Mundo declara que "Buleo reescribe en caligrafía manchega el ideario de Summers pasando por Cuerda, La Codorniz y 'Expediente X'. Memorable. (...) el director de este milagro callado se muestra muy consciente de que la suya es una comedia sin alardes, casi en silencio" 
Ricardo Rosado de la revista Fotogramas la define como "Surrealismo mágico manchego con aroma a Berlanga, Azcona y Cuerda (...) Ácida, divertida y tierna a partes iguales, esta antología del disparate logra con pasmosa naturalidad lo que otras no consiguen con ambición" 

## Selecciones en festivales
Sitges Film Festival 
BAFICI (Buenos Aires, Argentina) 
Warsaw Film Festival
Abycine 
Semana de cine fantástico y de terror de San Sebastián 
Festival RIZOMA 
FICX Festival Internacional de cine de Gijón/Xixón 
La Mostra de Valencia 
REC Festival Internacional de cinema de Tarragona 

## Nominaciones y premios
| Año  | Premio                | Categoría                 | Nominado                                     | Resultado | Ref    |
| ---- | --------------------- | ------------------------- | -------------------------------------------- | --------- | ------ |
| 2024 | XII Premios Feroz     | Mejor película de comedia |                                              | Nominado  | [ 26 ] |
| 2025 | VII Premios Lola Gaos | Mejor película            |                                              | Nominado  | [ 27 ] |
| 2025 | VII Premios Lola Gaos | Mejor guion               | Enrique Buleo                                | Nominado  | [ 27 ] |
| 2025 | VII Premios Lola Gaos | Mejor actriz              | Pilar Matas                                  | Nominada  | [ 27 ] |
| 2025 | VII Premios Lola Gaos | Mejor dirección artística | Lucía de Lope                                | Nominada  | [ 27 ] |
| 2025 | VII Premios Lola Gaos | Mejor sonido              | José Manuel Sospedra, Martin Touron          | Nominados | [ 27 ] |
| 2025 | VII Premios Lola Gaos | Mejor canción original    | "Te Jubesk Din Injima Mja" per Dejan Pejovic | Nominado  | [ 27 ] |